# Milano-Sanremo 2004
La Milano-Sanremo 2004 è stata la novantacinquesima edizione dell'omonima corsa ciclistica. Si disputò il 20 marzo 2004 e fu vinta da Óscar Freire con il tempo di 7h11'23".
Alla partenza, alle 9.30 a Milano, erano presenti 194 corridori, di cui 184 portarono a termine il percorso.

## Percorso
La competizione si è svolta sul percorso tradizionale di questi ultimi anni, con il Passo del Turchino e il passaggio da Capo Mele, Capo Cervo, Capo Berta e la salita del Poggio a pochi chilometri dall'arrivo in via Roma.

## Squadre partecipanti
| N.      | Cod. | Squadra                          |
| ------- | ---- | -------------------------------- |
| 1-8     | QSD  | Quick Step-Davitamon             |
| 11-18   | A2R  | AG2R Prévoyance                  |
| 21-28   | ALB  | Alessio-Bianchi                  |
| 31-38   | BLB  | Brioches La Boulangère           |
| 41-48   | PAN  | Ceramiche Panaria-Margres        |
| 51-58   | COF  | Cofidis, le Crédit par Téléphone |
| 61-68   | DEN  | De Nardi                         |
| 71-78   | DVE  | Domina Vacanze                   |
| 81-88   | EUS  | Euskaltel-Euskadi                |
| 91-98   | FAS  | Fassa Bortolo                    |
| 101-108 | FDJ  | fdjeux.com                       |
| 111-118 | GST  | Gerolsteiner                     |
| 121-128 | IBB  | Illes Balears-Banesto            |

| N.      | Cod. | Squadra                            |
| ------- | ---- | ---------------------------------- |
| 131-138 | LAM  | Lampre                             |
| 141-148 | LAN  | Landbouwkrediet-Colnago            |
| 151-158 | LST  | Liberty Seguros                    |
| 161-168 | LOT  | Lotto-Domo                         |
| 171-178 | PHO  | Phonak Hearing Systems             |
| 181-188 | RAB  | Rabobank                           |
| 191-198 | SAE  | Saeco Macchine per Caffè           |
| 201-208 | SDV  | Saunier Duval-Prodir               |
| 211-218 | CSC  | Team CSC                           |
| 221-228 | TMO  | T-Mobile Team                      |
| 231-238 | USP  | US Postal Service p/b Berry Floor  |
| 241-248 | VIN  | Vini Caldirola-Nobili Rubinetterie |

## Resoconto degli eventi
Dopo una lunga fuga a cinque al km 60, sulla Cipressa Mario Cipollini si stacca. In discesa Michele Bartoli cade e Mirko Celestino attacca, ma viene ripreso dalla Fassa Bortolo quando mancano 11 km all'arrivo. Sul Poggio scattano Matteo Carrara, Erik Dekker, Ángel Vicioso, Óscar Pereiro e Bradley McGee, che vengono raggiunti e superati da Paolo Bettini.
Vicioso lo segue, ma entrambi vengono ripresi dal gruppo. Alessandro Petacchi viene lanciato dalla squadra ai 180 metri dal traguardo, ma Erik Zabel lo supera. Sul traguardo, Zabel alza le braccia pensando di avere vinto, ma viene superato da Óscar Freire, che vince per 11 millesimi di secondo.

## Ordine d'arrivo (Top 10)
| Pos. | Corridore               | Squadra       | Tempo    |
| ---- | ----------------------- | ------------- | -------- |
| 1    | Óscar Freire            | Rabobank      | 7h11'23" |
| 2    | Erik Zabel              | T-Mobile Team | s.t.     |
| 3    | Stuart O'Grady          | Cofidis       | s.t.     |
| 4    | Alessandro Petacchi     | Fassa Bortolo | s.t.     |
| 5    | Max van Heeswijk        | US Postal     | s.t.     |
| 6    | Igor Astarloa           | Cofidis       | s.t.     |
| 7    | Romāns Vainšteins       | Lampre        | s.t.     |
| 8    | Paolo Bettini           | Quick Step    | s.t.     |
| 9    | M. Á. Martín Perdiguero | Saunier Duval | s.t.     |
| 10   | Peter Van Petegem       | Lotto-Domo    | s.t.     |